# الأجنحة المتكسرة (فلم)
الأجنحة المتكسرة هو فيلمٌ لبنانيٌ أُنتج عام 1964.
الفيلم مأخوذ عن السيرة الذاتية للأديب اللبناني جبران خليل جبران.

## قصة الفيلم
تنشأ قصة حب بين جبران خليل جبران وبين سلمى كرامي، ابنة الثري المعروف فارس كرامي، لكن الفتاة تُجبرعلى الزواج من ابنة شقيقه الأسقف، وهو شاب فاسد يسعى للحصول على ثروة كرامي. تحاول سلمى اللقاء بجبران، رغم الرقابة المشددة التي يفرضها الأسقف عليها. تنجب سلمى طفلاً بعد خمس سنوات من الزواج. لكن الطفل يموت، وتموت سلمى أيضاً. يهاجر جبران في النهاية للولايات المتحدة.

## وصلات خارجية
- الأجنحة المتكسرة على موقع IMDb (الإنجليزية)
- الأجنحة المتكسرة على موقع قاعدة بيانات الأفلام العربية
- الأجنحة المتكسرة على موقع قاعدة بيانات الفيلم (الإنجليزية)
- الأجنحة المتكسرة على موقع ليتربوكسد (الإنجليزية)
- الأجنحة المتكسرة على موقع كينوبويسك (الروسية)

## مصدر
1. 1 2 3  مذكور في: قاعدة بيانات الأفلام على الإنترنت. مُعرِّف قاعدة بيانات الأفلام على الإنترنت (IMDb): tt0212295. لغة العمل أو لغة الاسم: الإنجليزية.
2. 1 2    - محمود قاسم، موسوعة الأفلام العربية، الجزء الأول، نسخة إلكترونية، لندن، الطبعة الأولى، ديسمبر، 2017، ص42.